# SOCOLA武蔵小金井クロス
SOCOLA武蔵小金井クロス（ソコラむさしこがねいクロス）は、東京都小金井市に所在する野村不動産コマース株式会社が運営するショッピングセンターである。野村不動産のタワーマンション「プラウドタワー武蔵小金井クロス」に併設されている。

## 概要
武蔵小金井駅南口第2地区第一種市街地再開発事業の一環として整備・建設された。2020年6月19日開業予定だったが、新型コロナウイルスの影響により延期され、同年6月30日に開業した。
2014年より都市計画決定し、2015年に再開発組合の設立認可を受け、 2017年に権利変換計画認可を経て、新築工事を着工。2018年の公募により、施設全体名称を「武蔵小金井シティクロス」に決定した。
小規模・小商圏型のネイバーフッド型ショッピングセンター (NSC) として、カフェ、衣料品店のH&M、家電量販店のノジマ、100円ショップのSeriaなど、身近な店舗が入居するほか、郵便局やクリニックモールなど生活利便施設、都市計画で計画されていた子育て支援施設を設置している。

## フロア構成（主な店舗）
主な店舗は以下のとおり。
- 1階
  - ナチュラルローソン
  - 星乃珈琲店
- 2階
  - H&M
  - Zoff
  - 西松屋
- 3階 
  - ノジマ

タワーマンション（プラウドタワー）を併設し、商業棟は4階までとなっている。

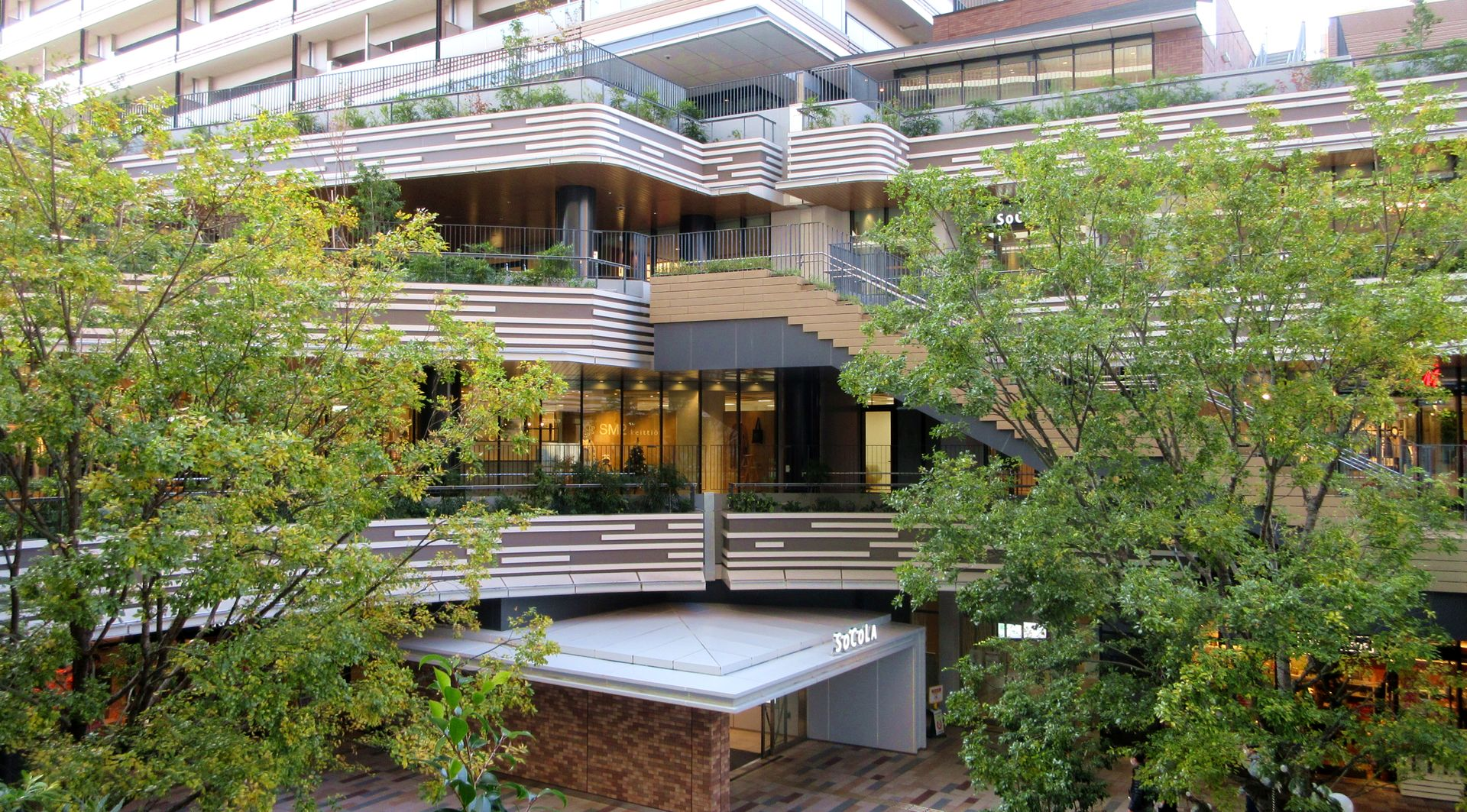
1Fから4F 全階層
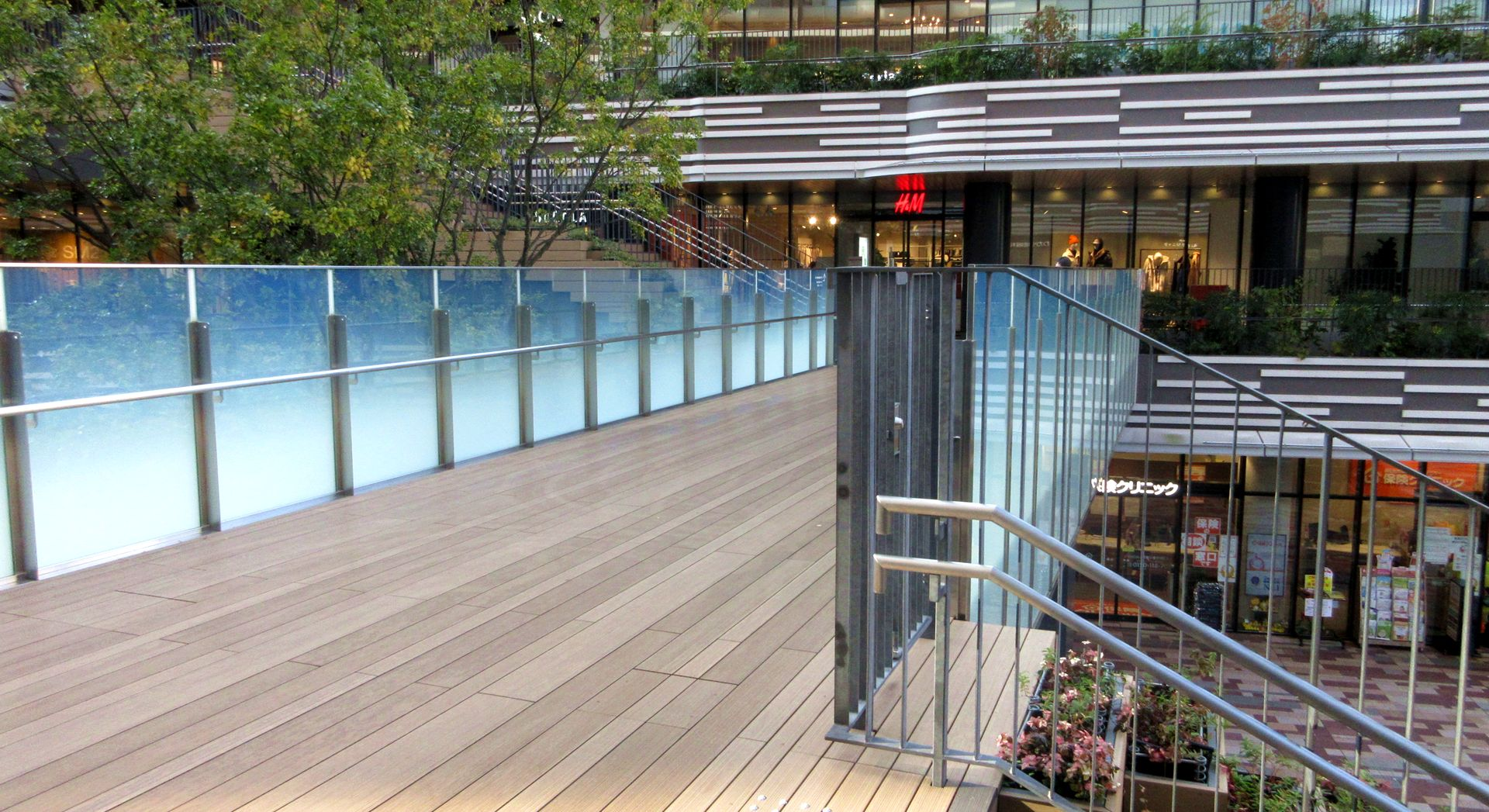
2Fのウッドデッキ
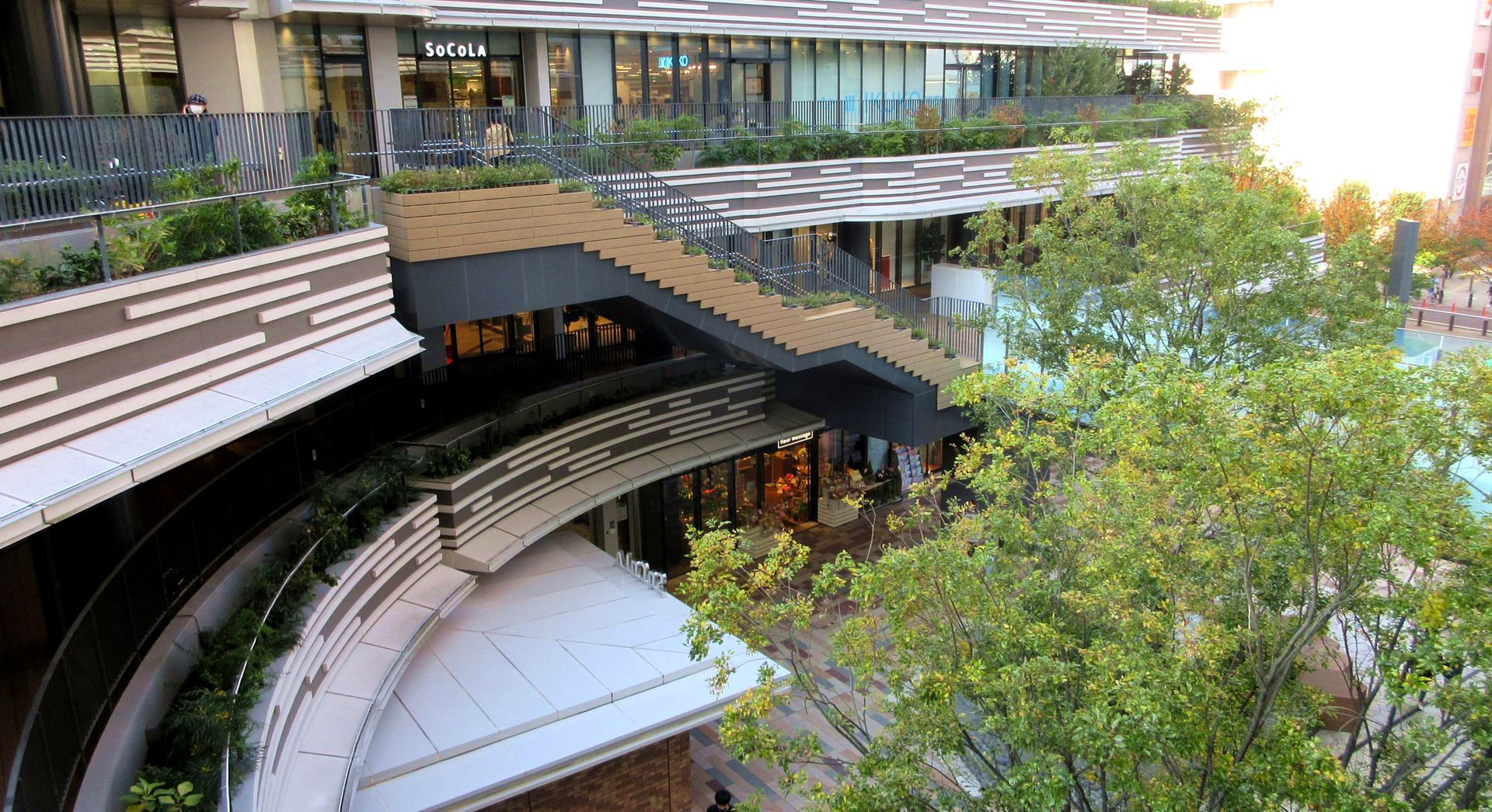
2Fと3Fをつなぐ階段

## マンションの欠陥問題
2021年、プラウドタワー武蔵小金井クロスを、日本建築検査研究所の岩山健一が検査したところ、設計図どおりに工事が行われておらず、防音設備、耐火設備、耐水設備の3つの欠陥が見つかったことが発覚し、講談社『FRIDAY』で報じられた。同年3月27日に野村不動産と清水建設が説明会を行い「設計図どおりに変更する」と言及し約束した。しかし会社側は説明会の場で「資産価値が下がる」と購入者に対して口止めもしたと、出席者は述べている。また欠陥が見つかった後も、野村不動産は同マンションの販売を続けていることも問題視されている。

## 周辺
- 武蔵小金井駅
- 武蔵小金井駅南口再開発事業で建設された施設
  - nonowa武蔵小金井 - JRグループの駅ビル
  - イトーヨーカドー武蔵小金井店
  - 小金井宮地楽器ホール
  - プラウドタワー武蔵小金井
  - アクウェルモール[5]

## アクセス
- JR中央線 武蔵小金井駅南口から徒歩3分[6]
  - 武蔵小金井南口ロータリーには京王バスの一般路線バスや、小金井市コミュニティバス「CoCoバス」も乗り入れており、それらのバス路線も利用できる。駅北口発着のバス路線は西武バス（滝山営業所・小平営業所）の路線などもあり、それらも利用可能である。